# Нура (Ордабасинський район)
Нура́ (каз. Нұра) — село у складі Ордабасинського району Туркестанської області Казахстану. Входить до складу Торткольського сільського округу.
Населення — 264 особи (2021; 225 у 2009, 255 у 1999, 204 у 1989).